# عبد القادر بيريز
الحاج عبد القادر بيريز أدميرال وديبلوماسي مغربي شغل كسفير في إنجلترة ممثلا السلطان المولى إسماعيل وبعدها ابنه السلطان محمد الثاني سنوات 1723 و1737. استقبله في 29 أغسطس 1724 جورج الأول ملك بريطانيا العظمى. وهو ينحدر من عائلة «بيريز»، من الموريسكيين الذين لجؤوا للمغرب وأسسوا جمهورية لهم.